# Calophyllum brassii
Calophyllum brassii là một loài thực vật có hoa thuộc họ Clusiaceae.
Loài này có ở Indonesia và Papua New Guinea.